# Kairuku waitaki
Kairuku waitaki är en utdöd fågel i familjen pingviner inom ordningen pingvinfåglar. Den beskrevs 2012 utifrån fossila lämningar från oligocen funna i Nya Zeeland.